# Kōsoku Sentai Turboranger
Kōsoku Sentai Turboranger (高速戦隊ターボレンジャー Kōsoku Sentai Tāborenjā?) (traducido como Escuadrón de Alta Velocidad Turboranger) es el título de la 13.ª temporada de la franquicia Super Sentai Series, producida por Toei Company y emitida en TV Asahi del 4 de marzo de 1989 al 23 de febrero de 1990, constando de 50 episodios. Fue el primer Super Sentai que se emitió los viernes en lugar de los sábados así como el primero de la era Heisei. Toei le puso para su distribución internacional el título Turbo Rangers.
Turboranger fue el segundo Super Sentai emitido en España y al igual que Liveman fue también traducido a partir del doblaje francés.
Durante su emisión original, Turboranger era el 11.º Super Sentai, y se promocionaba como el décimo aniversario de la franquicia (ya que Battle Fever J se consideraba en esa época el primer Super Sentai). Sin embargo, en 1995 se incluyó oficialmente en la franquicia a Himitsu Sentai Goranger y J.A.K.Q. Dengekitai como las dos primeras temporadas de Super Sentai, convirtiendo así retroactivamente a Turboranger en la 13.ª temporada de la franquicia de ahí en adelante.

## Argumento
Hace 20.000 años, la raza de las hadas ayudaba a los humanos en una guerra contra las tribus Bōma, logrando encerrarlas bajo un sello. Por la contaminación moderna y la destrucción de la naturaleza por parte del hombre, el poder de las hadas se ha debilitado, haciendo que el sello se rompa y dejando a las tribus escapar. Con la ayuda del Dr. Dazai, Seelon, la última de las hadas, reúne a cinco estudiantes de institutos. De niños, fueron imbuidos con las "llamas del espíritu" de las hadas caídas en un bosque, y ahora pueden oír la voz de Seelon. Recibiendo trajes de poder, producto de la colaboración entre la magia de Seelon y la ciencia del Dr. Dazai, los cinco se convierten en los Turboranger, compaginando sus batallas con su vida escolar habitual, para así derrotar a las tribus Bōma.

## Personajes

### Turboranger
- Riki Honō (炎 力 Honō Riki?)[Notas 2]/Red Turbo (レッドターボ Reddo Tābo?): Un valiente capitán del equipo de béisbol del instituto. Su técnica es el "Demonball of Fire/Honō", y sueña convertirse en jugador profesional. A pesar de su aparente hiperactividad, Riki tiene un alto sentido de la justicia y la confianza. Es la clase de persona que no se lleva bien con su profesor por sus malas notas.
- Daichi Yamagata (山形 大地 Yamagata Daichi?)/Black Turbo (ブラックターボ Burakku Tābo?): Una estrella en atletismo, paciente que también es buen estudiante, lo que le da fama de "cerebro andante" y marca un gran contraste con Riki. Es un sublíder en el que se puede confiar y que siempre está ahí para ayudar a sus compañeros.
- Yohei Hama (浜 洋平 Hama Yōhei?)/Blue Turbo (ブルーターボ Burū Tābo?): Un nadador y saltador de altura. Es muy bueno en la lucha acuática. Se considera gracioso y suele perseguir a las chicas. Una vez fue obligado a limpiar todo el colegio por sus serios problemas de conducta.
- Shunsuke Hino (日野 俊介 Hino Shunsuke?)/Yellow Turbo (イエローターボ Ierō Tābo?): Es un gimnasta, y el payaso de la clase. Tenía un hermano pequeño llamado Shunji que murió atropellado por un conductor que se dio a la fuga.
- Haruna Morikawa (森川 はるな Morikawa Haruna?)/Pink Turbo (ピンクターボ Pinku Tābo?): La presidenta del consejo de estudiantes, y la más brillante de la escuela. Es muy popular y todo el mundo se fija en ella. Tiene talento para la interpretación.

### Aliados
- Dr. Dazai (太宰博士 Dazai-hakase?): Un científico con quien contactó Seelon y que le ayudó en la invención de los mechas de los Turboranger. Siendo un entusiasta de los coches, basó sus trajes y mechas en vehículos, y también ha estado experimentanto un motor no contaminante. Es un poco excéntrico y le gusta la profesora de los Turboranger, Yamaguchi.
- Hada Seelon (妖精シーロン Yōsei Shīron?): La última hada superviviente, mide 8 cm de altura. Solo los Turboranger pueden verla con los ojos desnudos, ya que Dazai necesita unas gafas que inventó para poder verla. Hizo equipo con el Dr. Dazai para detener a las tribus. Era amiga de la "Bestia Sagrada Lakia". Puede emitir un "brillo del alma" que desorienta temporalmente a sus enemigos, pero que también puede matarle a ella. Vive en una pequeña casa de muñecas que le hizo el Dr. Dazai. No tiene miedo de meterse en peligros para ayudar a los Turboranger.
- Bestia Sagrada Lakia (聖獣ラキア Seijū Rakia?): Una bestia blanca con alas y melena blanca, defensora de la Tierra, y guardiana de la paz y de las hadas. Lucho hace mucho tiempo con Bōma y selló a muchos de ellos, sellándose a sí mismo cerca del Castillo Bōma. Sin embargo, la contaminación de la Tierra debilitó gravemente a Lakia hasta que no pudo preservar el sello en el Castillo. Dejó la tarea de restaurar la paz para el futuro de la Tierra a los Turboranger antes de morir y convertirse en una constelación que los cuidara.
- Misa Yamaguchi (山口 美佐 Yamaguchi Misa?): Es la profesora de los Turboranger, su asignatura es Matemáticas. Es una profesora gentil y agradable, aunque no siente simpatía hacia los Turboranger por lo mucho que faltan a clase y a las actividades extraescolares para luchar, ya que ella no sabe la razón de su ausencia. No le gusta el Dr. Dazai, ya que piensa que tiene la culpa por corromper a los chicos. Es fan de la lucha de sumo, y tiene una hermana pequeña, Mika, que estudia artes marciales.
- Yumi Sakakibara (榊原 由美 Sakakibara Yumi?): Una compañera de clase de Shunsuke. Es la primera humana corriente que logra romper el sello. Como es ella quien ha liberado a Toritsuki Bōma, este le obliga a robar la energía de un niño tocando su flauta. Hablar con Shunsuke le ayuda a reunir valentía para traicionarle y frustrar sus planes.
- Yukari Hayakawa (早川ゆかり Hayakawa Yukari?): Es una ladrona que en su intento de escapar por robar la piedra preciosa color rojo a Kirika, encuentra a Daichi, quién la ayuda y la protege de los ataques de los villanos. Junto con Daichi y guiados por la piedra encuentra una espada, interés de Yamimaru y Kirika. Al ver el valor de Daichi y demás Turboranger, así como recuerda las enseñanzas del primero, entra a la cueva y extrae la espada, la cual previamente había sido señalada por la piedra; para luego ayudar a los Turboranger. Al final se entrega a la policía pues está decidida a corregir sus errores, no sin antes devolverle su cartera a Daichi y luego despedirse de él.
- Mika Yamaguchi (山口 美香 Yamaguchi Mika?): Es la hermana pequeña de Misa. Ama a su hermana más que a nada en el mundo y así odia a los Turboranger por ocultarles algo, mientras Misa no deja de preocuparse por ellos todo el tiempo. Más tarde averiguará la identidad secreta de los Turboranger y entenderá la situación, pero no le cuenta nada a su hermana para dejar que sea ella quien lo descubra por sí misma. Desde entonces, deja de odiarles y se hace amiga de ellos.

### Arsenal
- Turbo Brace (ターボブレス Tābo Buresu?):[Notas 3] Los dispositivos de transformación de los Turborangers, que consta de dos piezas. El comando de transformación es "¡Turboranger!" o el nombre individual de cada héroe.
- Turbo Lasers (ターボレーザー Tābo Rēzā?): Son las armas básicas de los Turboranger, que pueden utilizarse como pistolas láser o como espadas.
- GT Sword (GTソード Jī Tī Sōdo?): El arma personal de Red Turbo, una espada.
- T Hammer (Tハンマー Tī Hanmā?): El arma personal de Black Turbo, un martillo.
- J Gun (Jガン Jei Gan?): El arma personal de Blue Turbo, una pistola láser.
- B Bowgun (Bボーガン Bī Bōgan?): El arma personal de Yellow Turbo, una ballesta.
- W Stick (Wステッキ Daburyū Sutekki?): El arma personal de Pink Turbo, un bastón.
- V Turbo Bazooka (Ｖターボバズーカ Bui Tābo Bazūka?): Una bazooka desarrollada por el Dr. Dazai que el equipo usa en conjunto.
- Mach Turbos (マッハターボ Mahha Tābo?): Las motocicletas individuales del equipo, numeradas del 01 al 05.
- Turbo Attacker (ターボアタッカー Tābo Atakkā?): El vehículo personal de Red Turbo, un buggy, un vehículo alternativo para cuando no usa el Mach Turbo 01. Su motor es la fuente de poder del V Turbo Bazooka.

### Mechas
- Turbo Robo (ターボロボ Tābo Robo?): Un robot gigante que se forma a partir del comando "¡Cambio de Mezclador! ¡Turbo Robo! (合体シフト! ターボロボ! Gattai Shifuto! Tābo Robo?). 
  - Turbo GT (ターボGT Tābo Jī Tī?):[Notas 4] Un gran turismo que conduce Red Turbo. Dispara los GT Lasers. Forma la cabeza, pecho y espalda del Turbo Robo. Tiene una velocidad máxima de Mach 1.2, y puede volar, para lo cual sus ruedas frontales se colocan paralelas al chasis.
  - Turbo Truck (ターボトラック Tābo Torakku?):[Notas 5] Un camión de carreras que conduce Black Turbo. Dispara el Truck Cannon y forma el cuerpo, brazos y piernas superiores de Turbo Robo, así como el Turbo Shield y el Turbo Cannon. Su velocidad máxima es de 980 km/h.
  - Turbo Jeep (ターボジープ Tābo Jīpu?): Un utilitario deportivo que conduce Blue Turbo. Dispara los Jeep Gattlers. Forma la pierna izquierda de Turbo Robo y su velocidad máxima es 850 km/h.
  - Turbo Buggy (ターボバギー Tābo Bagī?): Un buggy que conduce Yellow Turbo. Utiliza el Wire Glapper. Forma el pie izquierdo de Turbo Robo, y su velocidad máxima es de 830 km/h.
  - Turbo Wagon (ターボワゴン Tābo Wagon?):[Notas 6] Un coche familiar que conduce Pink Turbo. Dispara los Wagon Missiles. Forma la parte inferior de las piernas de Turbo Robo, con una velocidad máxima de 620 km/h.
- Turbo Rugger (ターボラガー Tābo Ragā?): El robot secundario de los Turboranger, que se transforma a partir del Rugger Fighter (ラガーファイター Ragā Faitā?).
- Super Turbo Robo (スーパーターボロボ Sūpā Tābo Robo?): La combinación de Turbo Robo y Turbo Rugger en un poderoso robot. Los dos robots se fusionan con el comando "Super Shift! Super Turbo Robo" (スーパーシフト!　スーパーターボロボ Sūpā Shifuto! Sūpā Tābo Robo?). Su tamaño es tan grande que no puede andar, aunque puede mover los brazos.
- Super Turbo Builder (スーパーターボビルダー Sūpā Tābo Birudā?): La combinación de Super Turbo Robo y Turbo Builder. Se forma con el comando "Combine! Super Turbo Builder" (合体! スーパーターボビルダー Gattai! Sūpā Tābo Birudā?).
  - Turbo Builder (ターボビルダー Tābo Birudā?): La base de los Turboranger. Lanza las Turbo Machines y el Rugger Fighter.

### Cien Tribus Bōma
Las Cien Tribus Bōma (暴魔百族 Bōma Hyakuzoku?) son unos adoradores de la violencia y la magia que perdieron una guerra contra una coalición entre hadas y humanos hace 20.000 años, quienes les atraparon bajo un sello. Sin embargo, por culpa de la contaminación que ha debilitado el sello mágico de las hadas, los Bōma se liberan y preparan su venganza contra la humanidad desde su base de operaciones, el Castillo Bōma (暴魔城 Bōma Jō?).
- Gran Emperador Bōma Lagorn (大暴魔帝王ラゴーン Daibōma Teiō Ragōn?): Es el dictador absoluto de los Bōma. Al principio no puede mover más que la cabeza y los brazos, por lo que siempre está sentado en su trono, con un par de brazos extra que pueden estirarse y que usa para castigar a sus subordinados cuando fallan. Se muestra cruel y despiadado contra todo el mundo. Después de morir por una traición, revive al absorber el odio y tristeza a su alrededor, convirtiéndose en Neo-Lagorn (ネオラゴーン Neo Ragōn?), y adquiriendo esta vez movilidad completa.
- Doctor Bōma Layda (暴魔博士レーダ Bōma Hakase Rēda?):[Notas 8] Un genio místico con barba y cabeza de nautilo con cara humana. Es el segundo al mando. Inteligente y cruel, odia a la humanidad, y sus planes siempre envuelven el uso de las necesidades humanas contra ellos mismos, y también el asesinato en masa de humanos. Es la clase de comandante de campo que no suele mostrarse mucho, y suele trabajar estrechamente con Lagorn, recibiendo menos ira de él, y la confianza de ejecutar las misiones más peligrosas. Tiene gran experiencia en brujería, lo que le convierte en un excelente hechicero.
- Bōma Oscuro Zimba (暗闇暴魔ジンバ Kurayami Bōma Jinba?):[Notas 9] Un guerrero enmascarado similar a un samurai con armadura negra, experto en todas las artes marciales, y sobre todo en espada. Le encanta odiar, y es un sádico loco que siente placer con el sufrimiento humano, especialmente si tiene que ver con el amor. La razón es que Zimba era originalmente un hombre que luchaba en un poderoso ejército para ganar el corazón de una princesa que amaba, pero en una batalla en la que fue herido mortalmente, en sus últimos momentos descubrió con horror que la princesa sentía asco hacia él por su fea apariencia, y que nunca le amó. Tras morir, su espíritu consumido por el rencor transformó su cadáver en un Bōma. También está enamorado de Jarmin, pero lo niega todo el tiempo.
- Princesa Bōma Jarmin (暴魔姫ジャーミン Bōma Hime Jāmin?):[Notas 10] Una maga de corazón frío cuyo rostro adquiere apariencia de serpiente cuando se enfada, y que ataca a los humanos por envidia y despecho, mientras usa como arma un látigo. Suele basar sus tácticas en el engaño y la manipulación.
- Bōma Volador Furioso Zulten (かっとび暴魔ズルテン Kattobi Bōma Zuruten?):[Notas 11] Una criatura gorda y repugnante que puede servir de medio de transporte para Jarmin. Es un tramposo que hará cualquier cosa para ganar, de voluntad débil y que siempre le hace la vida imposible a sus superiores. No tiene mucha estima hacia Lagorn por su cobardía.
- Wular Soldiers (ウーラー兵 Ūrā Hei?):[Notas 12] Los soldados de campo al servicio de Lagorn, son una de las muchas tribus Bōma, y tienen la habilidad de fundirse en criaturas esféricas. Su líder originalmente era Wular Bōma (ウーラーボーマ Ūrābōma?), el mayor guerrero de los que fueron sellados.

#### Bōma errantes
Los Bōma errantes (流れ暴魔 Nagare Bōma?) son Han'yō, y son mezcla de humano y demonio.
- Yamimaru (ヤミマル?): Un Bōma errante que fue rechazado para formar parte de la 100 Tribus Bōma. Como era medio demonio, no fue sellado y simplemente permaneció errando por la Tierra durante 20.000 años para obtener tanto conocimiento como le fuera posible, aunque la gente nunca le aceptó. En la época moderna, asumió el disfraz de Hikaru Nagareboshi (流星光 Nagareboshi Hikaru?) y se matriculó en la misma escuela que los Turboranger. Su plan es destruir tanto a los humanos como a los Bōma, para dejar a los Bōma errantes como únicos supervivientes.
- Kirika (キリカ?): Otra Bōma errante. Originalmente vivía como una chica normal de nombre Sayoko Tsukikage (月影小夜子 Tsukikage Sayoko?), hasta que descubrió que era una Bōma errante en su 18.º cumpleaños, poco después de descubrir que el hombre y la mujer que la criaron (y protegieron durante 20.000 años) eran en realidad Skull Monsters. Como Tsukikage, era una proscrita en la escuela que amaba en secreto a Riki. Está conectada permanentemente con Yamimaru a través del "hilo rojo del destino". Cruel y sin compasión, su resentimiento hacia los humanos viene del bullying que le hicieron durante su vida. Siente asco de que la sangre que corre por sus venas sea en parte humana, y prefiere llamarse a sí misma demonio por completo, y renunciar a su humanidad por Yamimaru, aumentando así sus poderes.

## Episodios
Antes del estreno del primer episodio, se emitió un episodio especial titulado "¡La reunión de 10 grandes escuadrones! ¡Contamos con vosotros, Turboranger! (10大戦隊集合! 頼むぞ! ターボレンジャー Jū Dai Sentai Shūgō! Tanomu zo! Tāborenjā?), que conmemoraba el décimo aniversario de Super Sentai desde Battle Fever J. El 6 de octubre de 1989, fecha de la emisión del episodio 31, el programa se mudó a los viernes, abandonando el tradicional horario de los sábados. El 18 de marzo de 1989, cuando se emitió el episodio 3, se estrenó la película de la serie en el Toei Manga Festival.
1. ¿¡Habéis visto un hada, chicos!? (君達は妖精を見たか! Kimitachi wa Yōsei o mita ka!?)
2. ¡El castillo Bōma! La maldición de 20.000 años (暴魔城! 二万年の呪い Bōma-jō! Niman-nen no Noroi?)
3. El retumbante humano Dango! (ゴロゴロ人間ダンゴ! Gorogoro Ningen Dango!?)
4. ¡Escape! El pueblo samurai (脱出だ! サムライの町 Dasshutsu da! Samurai no Machi?)
5. ¡Baboso! Los Zombis Bōma (ヌルルッ! 暴魔ゾンビ Nururu! Bōma Zonbi?)
6. ¡La Bestia Bōma devoradora de amor! (恋人を食べる暴魔獣! Koibito o Taberu Bōmajū!?)
7. La casa voladora de Jarmin en el cielo (空飛ぶジャーミンの家 Sora Tobu Jāmin no Uchi?)
8. Anhelando por una flauta demoníaca (憧れは悪魔のフルート Akogare wa Akuma no Furūto?)
9. La muñeca del día de los niños que llama a Oni (鬼を呼ぶ五月人形 Oni o Yobu Gogatsu Ningyō?)
10. ¡Ruge! ¡La carretera Ūrā! (爆走! ウーラー街道! Bakusō! Ūrā Kaidō!?)
11. ¡La bestia Bōma Beast que se convirtió en una estrella! (星になった暴魔獣! Hoshi ni Natta Bōmajū!?)
12. ¡Ponle una trampa a la bruja! (魔女にワナをかけろ! Majo ni Wana o Kakero!?)
13. ¡Está aquí! El estudiante de intercambio errante (参上! さすらい転校生 Sanjō! Sasurai Tenkōsei?)
14. ¡Yamimaru! Alineación letal (ヤミマル! 必殺の照準 Yamimaru! Hissatsu no Shōjun?)
15. Dispara el V-Turbo Bazooka (射てVターボバズーカ Ute Bui Tābo Bazūka?)
16. El profesor que se convirtió en niño (子供になった先生 Kodomo ni Natta Sensei?)
17. Transformación de 5 minutos (5分間の変身 Gofunkan no Henshin?)
18. ¡Choque! Los hijos de demonio (激突! 魔兄弟 Gekitotsu! Ma Kyōdai?)
19. La tribu Bōma Haruna (暴魔族はるな Bōma Zoku Haruna?)
20. Conquista Dosukoi (ドスコイ勝負 Dosukoi Shōbu?)
21. ¡La carretera de la juventud! (青春ロード! Seishun Rōdo!?)
22. Un montón de fantasmas (幽霊いっぱい Yūrei Ippai?)
23. ¡Aterrador! El mar de verano (怖い! 夏の海 Kowai! Natsu no Umi?)
24. La marioneta luchadora (戦う子犬 Tatakau Koinu?)
25. ¡Riki! Situación desesperada (力! 絶体絶命 Riki! Zettai Zetsumei?)
26. La joven Bōma Rin (少女暴魔リン Shōjo Bōma Rin?)
27. Fallo en la fusión del Robot (ロボ合体不能 Robo Gattai Funō?)
28. ¡Deprisa! Nuevo modelo de robot (急げ新型ロボ Kyōge Shindaka Robo?)
29. El fin de Layda (レーダの最後 Rēda no Saigo?)
30. La guerrera Kirika (女戦士キリカ Onna Senshi Kirika?)
31. ¡El grande y misterioso pájaro demoníaco! (悪魔の大怪鳥! Akuma no Daikaicho!?)
32. ¡Róbala! La cara de Yōhei (奪え! 洋平の顔 Ubae! Yōhei no Kao?)
33. El truco furtivo de Zulten (ズルテンの裏技 Zuruten no Urawaza?)
34. El demonio de la espada que invoca al amor (愛を呼ぶ魔神剣 Ai o Yobu Majin Ken?)
35. Recuerdos del destino... (運命の想い出… Unmei no Omoide...?)
36. La misteriosa chica del Kung Fu (カンフー謎少女 Kan Fū Nazo Shōjo?)
37. La pintura devora-hombres del infierno (人を喰う地獄絵 Hito o Kū Jigokue?)
38. El fin de Lagorn (ラゴーンの最後 Ragōn no Saigo?)
39. ¡Camina! Niño de Shikoku (歩け! 四国の子 Aruke! Shikoku no Ko?)
40. ¡Yo soy la estrella! (スターは俺だ! Sutā wa Ore da!?)
41. ¡Cumpleaños aterrador! (コワイ誕生日! Kowai Tanjōbi!?)
42. ¡El sexto soldado! (6人目の戦士! Rokunin-me no Senshi!?)
43. La leyenda de los Bōma errantes (流れ暴魔伝説 Nagare Bōma Densetsu?)
44. El chico súper mágico (超マジック少年 Chō Majikku Shōnen?)
45. El contraataque de Lagorn (ラゴーンの逆襲 Ragōn no Gyakushū?)
46. S.O.S. Transformación imposible (SOS変身不能 Esu Ō Esu Henshin Funō?)
47. El secreto de la corriente Bōma (流れ暴魔の秘密 Nagare Bōma no Himitsu?)
48. La hermosa Kirika (美しきキリカ Utsukushiki Kirika?)
49. El terrible Gran Sello (恐るべき大封印 Osorubeki Dai Fūin?)
50. La graduación de la juventud (青春の卒業式 Seishun no Sotsugyōshiki?)

### Película
- Kōsoku Sentai Turboranger (高速戦隊ターボレンジャー Kōsoku Sentai Tāborenjā?): Estrenada el 18 de marzo de 1989

## Reparto
- Riki Honō: Kenta Satō
- Daichi Yamagata: Fumiaki Ganaha
- Yohei Hama: Keiya Asakura
- Shunsuke Hino: Junichiro Katagiri
- Haruna Morikawa: Noriko Kinohara
- Dr. Dazai: Fujita Okamoto
- Hada Seelon: Mayumi Omura
- Bestia Sagrada Lakia Banjo Ginga
- Misa Yamaguchi: Kyoko Takami
- Yumi Sakakibara:  Sayuri Uchida
- Yukari: Miho Tojo
- Mika Yamaguchi: Keiko Hayase
- Gran emperador Bōma Lagorn: Takeshi Watabe
- Doctor Bōma Layda: Masashi Ishibashi
- Bōma Oscuro Zimba: Seiichi Hirai
- Princesa Bōma Jarmin: Kanako Kishi
- Bōma Volador Furioso Zulten: Hideyuki Umezu
- Yamimaru: Yoshinori Tanaka
- Kirika: Masako Morishita
- Narrador: Nobuo Tanaka

## Temas musicales

### Tema de apertura
- Kōsoku Sentai Turboranger (高速戦隊ターボレンジャー Kōsoku Sentai Tāborenjā?)
  - Letra: Ikki Matsumoto
  - Música: Yoshimasa Inōe
  - Arreglos Ryō Yonemitsu
  - Intérprete: Kenta Satō

### Tema de cierre
- Zigzag Seishun Road (ジグザグ青春ロード Jiguzagu Seishun Rōdo?, Zigzagueando por la carretera de la juventud)
  - Letra: Ikki Matsumoto
  - Música: Yoshimasa Inōe
  - Arreglos Ryō Yonemitsu
  - Intérprete: Kenta Satō